# Heinrich Goldemund
Heinrich Goldemund (né le 13 août 1863 à Kotejein, mort le 2 mars 1947 à Salzbourg) est un architecte et urbaniste autrichien.

## Biographie
Heinrich Goldemund, dont la famille est originaire de Hotzenplotz, fait ses études de 1886 à 1890 à l'université technique de Vienne. En 1890, le jeune ingénieur rejoint la direction de l'urbanisme de Vienne en tant que stagiaire et devient commis à la construction en 1893. En tant qu'expert et partisan du Parti chrétien-social, le parti de Karl Lueger, qui est maire de 1897 à 1910, il connaît une évolution professionnelle rapide.
Jusqu'en 1920, Goldemund travaille avec les maires Richard Weiskirchner (un chrétien-social) et Jakob Reumann (un social-démocrate) en tant que directeur de l'urbanisme. Du 4 mars 1919 au 9 novembre 1920, Goldemund est également député chrétien-social à l'Assemblée nationale constituante.
Devant le changement de pouvoir à Vienne provoqué par le suffrage universel égal pour les hommes et les femmes au niveau municipal (majorité absolue du SDAP en 1919), Goldemund décide de passer au secteur privé. De 1921 à 1945, il est directeur général d'Universale Bau AG, une grande entreprise de l'industrie autrichienne de la construction. Pendant l'ère nazie, Goldemund appartient à la Nationalsozialistischer Lehrerbund ainsi qu'au NSV, DAF et NSBDT. En 1939, il se décrit comme un partisan du NSDAP, bien avant leur prise de pouvoir en Autriche. Le Gauleiter de l'époque, Josef Bürckel, nomme Goldemund au conseil consultatif pour l'industrie de la construction à Vienne la même année, également au motif que Goldemund fut toujours été proche du mouvement.
Outre ses mémoires, il laisse de nombreuses publications.

## Œuvre
L'objectif de Goldemund en tant qu'urbaniste est de planifier l'expansion de Vienne de 1890 à 1892 et de 1904 à 1905 pour inclure les banlieues et les zones de la rive gauche du Danube, en tenant compte du paysage urbain développé et de son échelle. Un axe important de son travail est les espaces verts et les zones de loisirs locales, comme l'expansion du Türkenschanzpark de 1908 à 1910. La réalisation la plus importante dans ce contexte est la création de la ceinture verte de Vienne (ceinture de forêts et de prairies) décidée en 1905.
À cette fonction, il a une influence sur les structures de circulation telles que les ponts, les bains, les structures de protection contre les inondations, etc. Dans ce contexte, il est crédité d'avoir travaillé sur les bâtiments de Friedrich Jäckel, qui travaillait également pour la direction de l'urbanisme de Vienne, à savoir le Jörgerbad et le Döblinger Steg.
Il négocie également la libération de la place d'armes sur la Schmelz, construite à grande échelle à partir de 1912 (partie nord de Neu-Fünfhaus et le Nibelungenviertel comme cœur de celui-ci). La construction du musée des techniques de Vienne est rendue possible grâce à une transaction similaire avec des propriétaires privés.
Les bâtiments qui lui reviennent n'ont pas été conservés, mais il développa un concept de base pour la Höhenstrasse à partir de 1905. L'entrepôt frigorifique municipal de la Donaulände (Engerthstraße 257), construit pendant la Première Guerre mondiale, est démoli au début des années 1990.

## Source de la traduction
- (de) Cet article est partiellement ou en totalité issu de l’article de Wikipédia en allemand intitulé « Heinrich Goldemund » (voir la liste des auteurs).